# 默存心中
默存心中（拉丁語：In pectore） 为天主教会术语，用来指代需要保密的行动、决定或文件。该术语常用于教宗任命枢机主教而不公布的情况。自该术语诞生以来，其使用率一直起伏不定：有些教宗根本就不使用这一术语，而有些教宗常用这一术语。在19世纪初，教宗额我略十六世任命了75位枢机主教，其中有一半是未公开的；直至1846年教宗逝世，仍有几位“默存心中”的枢机主教未被公开。

## 背景
自15世紀以來，教宗已任命此類人來管理教會內部各派之間的複雜關係，這時新樞機主教的名字的公開可能會激起個人或基督教社區的迫害，或者當新樞機主教的身份成為公開秘密時，表示聖座對政府反對派的蔑視或放棄外交或道德立場。數個世紀以來，從葡萄牙和幾個歐洲國家到蘇聯和中華人民共和國，教宗都在考慮到政府和政治關係方面在不同國家和地區作出默存心中的任命。
一旦他的任命被公佈，以默存心中方式任命主教的任命的日期會以任命當刻為準，而不是公告日來決定。這反映了他從較早開始就擔任樞機主教，而樞機主教團的成員資格取決於教宗的決定，而不是按照任何禮儀或儀式之舉行日。該公告使樞機主教可以獲得並佩戴其職函的佩服飾，使用適合其職級的頭銜，並行使樞機主教特有的職權；最重要的是，如果具備其他條件，則可以參加選舉教宗的會議。但如果直到教宗死亡仍沒有對外公告教宗生前已作的以默存心中方式所做的任命，則該任命會因而失效。

## 例子
龔品梅：由教宗若望保祿二世於1979年6月30日秘密任命為司鐸級樞機，接替前任于斌的職務，1989年赴梵蒂岡與教宗會面。1991年6月29日，教宗在羅馬接見了龔品梅主教，並授予樞機紅冠。